# Molophilus (Austromolophilus) expansistylus
Molophilus (Austromolophilus) expansistylus is een tweevleugelige uit de familie steltmuggen (Limoniidae). De soort komt voor in het Australaziatisch gebied.